# HBCメディアクリエート
株式会社HBCメディアクリエート（エイチビーシーメディアクリエート）は、テレビ・ラジオ番組・CM・VPなどの制作・技術協力、映像ライブラリー販売を行う、北海道大手の総合プロダクションであった。北海道放送（HBC）の関連会社。2015年（平成27年）7月1日、HBCフレックスと合併。

## 制作実績
資本関係からHBCの番組に関わるケースが多い。ただ他系列でも、北海道ロケが絡む場合を中心に、多くの番組に関わっている。

### テレビ
- 今日ドキッ!
- 北海道NEWS1
- 朝だ!生です旅サラダ（朝日放送テレビ[6]）
- みんなの鉄道（CS放送・フジテレビONE）

### ラジオ
- カーナビラジオ午後一番!
- 山ちゃん美香の朝ドキッ!

## 会社概要
- 創立:1968年（昭和43年）9月1日
- 本社:札幌市中央区北4条西6丁目1　毎日札幌会館9階
- 資本金:2.800万円
- 事業概要:テレビ・ラジオ番組・CM・VPの企画制作、撮影・技術協力、リサーチ・コーディネート、映像ライブラリー販売、イベント企画、タレントブッキング、音楽出版、BGM・BGV・PRテープ・CD・DVD制作、広告代理店業、人材派遣業、インターネットショッピング、インターネットストリーミング配信
- 従業員数:166名

## 役員
- 代表取締役社長:長嶺岩敏

## 主な部署
- メディア営業部
- 映像センター
- テレビ･ラジオ制作部
- 映像ライブラリー
- ひぐまJAPAN